# Aire-la-Ville
Aire-la-Ville är en ort och kommun i kantonen Genève, Schweiz. Kommunen har 1 160 invånare (2023).
Kommunen ligger vid floden Rhône.